# Großsteingräber bei Spahn
Die Großsteingräber bei Spahn sind zwei zwischen 3500 und 2800 v. Chr. entstandene Megalithanlagen der jungsteinzeitlichen Trichterbecherkultur (TBK) im zur Gemeinde Spahnharrenstätte gehörenden Ortsteil Spahn im Landkreis Emsland (Niedersachsen). Ein drittes Grab wurde im frühen 19. Jahrhundert zerstört. Grab 1 ist auch unter dem Namen Hünenstein bekannt und trägt die Sprockhoff-Nummer 827. Grab 2 wird auch als Steenberg bezeichnet und trägt die Nummer 828.

## Lage
Grab 1 befindet sich 1 km nordwestlich von Spahnharrenstätte an der Straße Zum Windberg. Etwas südlich davon befand sich das zerstörte dritte Grab. Grab 2 liegt 1,7 km nordöstlich von Grab 2 und 1,4 km nördlich von Spahn. 1,2 km nördlich von Grab 1 befindet sich das Hügelgräberfeld Männige Berge.

## Beschreibung

### Das erhaltene Grab 1
Der Hünenstein besitzt eine flache Hügelschüttung mit einer Länge von 17 m und einer Breite von 15 m. Darin liegt eine ost-westlich orientierte Grabkammer mit einer Länge von 4,5 m und einer Breite von 2,2 m. Diese besaß in ihrem ursprünglichen Zustand vier Wandsteinpaare an den Langseiten, je einen Abschlussstein an den Schmalseiten und drei Decksteine. In situ stehen nur noch die beiden Abschlusssteine. An den Langseiten haben sich jeweils zwei Wandsteine erhalten, von denen sich aber keiner mehr an seiner ursprünglichen Position befindet. Von den Decksteinen ist lediglich der östlich noch vorhanden. Dieser ist ins Innere der Kammer gestürzt.

### Das erhaltene Grab 2

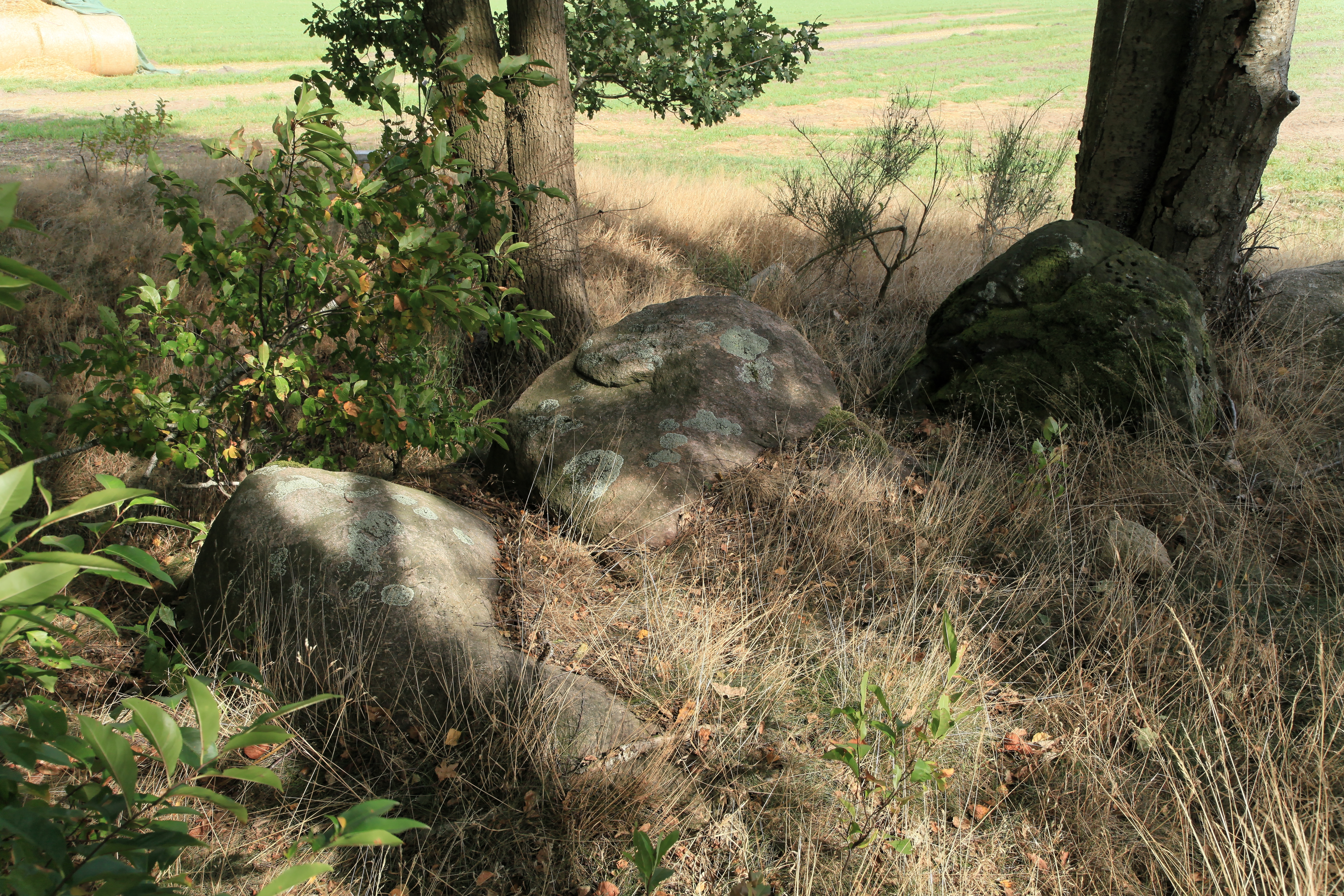
Grab 2

Der Steenberg besitzt eine ovale, westnordwest-ostsüdöstlich orientierte Hügelschüttung mit einer Länge von 30 m und einer Breite von 10 m. Von der steinernen Umfassung sind nur noch im Süden und Westen Reste erhalten. Gemäß der Rekonstruktion von Ernst Sprockhoff besaß die Grabkammer in ihrem ursprünglichen Zustand 15 Wandsteine an der nördlichen Langseite, 14 an der südlichen, je einen Abschlussstein an den Schmalseiten, 14 Decksteine und einen Gang an der Mitte der Südseite, der aus vier Wandsteinpaaren und drei Decksteinen bestand. Die Kammer ist somit als Ganggrab anzusprechen. Ihr Zerstörungsgrad ist recht hoch. Die meisten Wandsteine der Kammer fehlen und von den erhaltenen stehen die meisten nicht mehr an ihrer ursprünglichen Position. Elf Decksteine sind noch erhalten. Sie sind aber teilweise gesprengt und alle ins Innere der Kammer gestürzt. Vom Gang haben sich noch vier Wandsteine erhalten, davon die beiden äußeren in situ. Die Decksteine fehlen.

### Das zerstörte Grab 3
Das dritte Grab ist nur aus einem Bericht Heinrich Bödikers bekannt, der es 1825 besuchte. Bereits wenige Jahre später scheint es restlos zerstört worden zu sein, denn schon Johann Karl Wächter erwähnte es 1841 nicht mehr. Bödiker stellte bei seiner Untersuchung noch mehrere Wandsteine und einen darauf ruhenden Deckstein fest. Mehrere weitere Decksteine waren bereits entfernt worden.